# Grande Comore
Grande Comore (Arabisch: Andjazîdja of Anjazījah; Comorees: Ngazidja) is een eiland in de Indische Oceaan en is een deelstaat van de Comoren.
Het eiland telt ongeveer 234.000 inwoners (1991). De hoofdstad is Moroni en is tevens de nationale hoofdstad. Het hoogste punt ligt op 2361 meter.
Verschillende eeuwen was Grande Comore verdeeld in sultanaten Bambao, Itsandra, Mitsamihuli, Bajini, Hambu, Washili, Hamahame, Mbude, Hamvu en LaDombe. De sultans verenigden zich in 1886 op initiatief van de heerser van Bambao, Saidi Ali ibn Saidi Omar.
In 1911 annexeerde Frankrijk het eiland en werden de sultanaten afgeschaft. In 1975 ging Grand Comore een federatie aan met de eilanden Anjouan en Mohéli en vormde zo de federatie van de Comoren.